# 噂の!東京マガジン
『噂の!東京マガジン』（うわさのとうきょうマガジン、英字表記：TOKYO MAGAZINE）は、1989年10月1日より放送されている、森本毅郎総合司会の娯楽ワイドショー・情報番組。2011年1月9日放送分で放送1000回を、2019年10月に放送30周年を迎えた。
放送局は、番組開始当初から2021年3月28日まではTBS、2021年4月4日放送分よりBS-TBS。放送時間は、番組開始当初は毎週日曜10:00 - 10:54、1992年10月4日放送分より毎週日曜13:00 - 13:54（いずれもJST）。

## 概要
森本毅郎は1988年に放送開始した『JNNニュース22プライムタイム』のキャスターを務めていたが、「FRIDAY」に不倫現場を報じられ謹慎降板、代わりに日曜朝10時30分からの情報番組『TVジャンクション』を担当した。この番組を発展させる形で始まった。
番組はタイトルにもあるとおり「テレビ版のマガジン（週刊誌）」をコンセプトとしており、番組開始直後にはその週の内容のダイジェストとして「今週の目次」が流れ、各コーナーは週刊誌で言う“記事”に相当し進行はコーナー毎に基本的に担当するタレントを決め、その担当タレントから報告させるという体裁をとっている。これは記者・ライターからの原稿記事の入稿ということになる。
タイトルに「東京」を冠するのは、当初の放送時間帯であった日曜10時台がTBSのローカル（ただし北海道放送・テレビユー福島・チューリップテレビなどでも放送）であった都合上放送地域が限られていたためであり、扱う話題も東京周辺地域中心としている。須賀和晴プロデューサーは「政権交代より隣の家のもめ事が大事」という姿勢で身近な出来事から世の中が見える番組と解説し、鑑賞後にいい意味で余韻を残さないことも意識されている。また日曜日の放送であることから、「噂の現場」のような硬派な取材に基づくコーナーばかりでなく、「やって!TRY」など娯楽性のあるコーナーも取り入れ、視聴者のターゲットを絞りこまず家族全員で楽しめる番組作りを念頭に置いている。“見出し評論家（中吊り評論家）”として井崎脩五郎が出演していることから、競馬ネタについては若干触れることがあるが、他のギャンブルネタは扱っていない。
番組の冒頭では東京郊外のアニメーション映像が表示される。東京タワー、観覧車、赤坂のTBS、建物などとそこに船、レインボーブリッジを走る自動車、新幹線、飛行機が動いているアニメーションで、それらが倒れるとロゴマークに替わるCGとなっている。このOPアニメーションはハイビジョン制作への移行に伴い、2010年7月4日放送分よりリニューアルされ、東京スカイツリーと国会議事堂が加わり、飛行機の飛ぶ音（地上波時代末期から廃止）が付いたほか、船の色も白から黄色に変更されている。番組開始から10年程度は、オープニングに被せて野沢雅子の声で「噂の!東京マガジンは今日発売でーす」と宣言しスタートした。これはかつて流れていた「週刊新潮」のラジオ・テレビCMのキャッチコピー「週刊新潮は今日発売でーす」のパロディである。また日曜10時台に放送されていた頃は、CM前のジングルで番組タイトル（東京）にかけた「都（みやこ）」という名前の雌ネコのアップを映していた。
25周年時点での平均視聴率は10.2%。番組最高視聴率は17.6%（1998年8月30日）。1997年からは年間平均視聴率で17年連続して同時間帯トップを獲得している（ビデオリサーチ社調べ・関東地区）。
放送初期の制作担当は社会情報局で、TBSビデオ問題による社会情報局の解体後は報道局、さらに情報番組制作子会社のTBSライブを経て、同社が2004年にTBSに統合されてからは情報制作局が担当していた。

### 収録体制
番組の収録は、毎週木曜日にTBS本社のスタジオで行われている。基本的には事前収録が主であるが、2008年ごろまでは年末年始など一部の「特大号」においては生放送を行った回もあった。この他、以前は競馬の大きなレースが地方で開催される日には、井崎脩五郎が別のスタジオから「今週の中吊り大賞（現在は『週刊!見出し大賞』）」に出演し、生放送でスタジオにいられないかのような演出がなされていた。
2020年初頭より、日本国内でも感染が拡大している新型コロナウイルス対応のため、4月12日から9月20日まで、および2021年1月10日から3月14日の放送分については「特別版」として放送を実施していた。特別版はスタジオ収録はなく、当初は「噂の現場」が数週に1回放送される以外は、すべて過去のVTRの再放送だった。その後、7月以降は後述の通常放送再開期間をはさみ、「今週のアングル」と「噂の現場」もしくは「歴史さんぽTOKYO大好き!!」でほぼ毎週、新作VTRを放送するというスタイルが取られている。10月4日から年内までの放送分については、一時的にスタジオ収録での放送が再開され、出演者全員がフェイスシールドを着用する形で対応したが、2021年3月21日からフェイスシールドがない状態で再びスタジオ収録が再開された。
｢特別版｣においてスタジオパートをなくした理由について、森本は2020年8月に「週刊女性」の取材に応じた際「年寄りが多いでしょ。僕も昔、心臓を手術したから慎重でね。“以前の放送内容に戻そうか”という話もあるんですが、最近また（コロナ患者が）増えたでしょ。番組自体は30年分以上の映像素材があるから困らない」とし、「プロデューサーもわりと慎重なんですよ。出演者は高齢者が多いし、僕もこういう状態だし、笑瓶も前に病気したでしょ。なので、やっぱり慎重にならざるをえない。今は無理しないほうがいいんじゃないか、と。」と述べている。他番組ではリモート収録で対応している番組もあるが、これについても「“リモート収録”だけはやりたくないね。あれって“疎外感”があるでしょ。スタジオにみんなで集まってやらないと、この番組の雰囲気は出ないんですよ。リモート画面で、それぞれが違う場所にいて……っていうのは、僕はイヤ。昔の映像を流すほうがまだマシかな、と。“戻すときはみんなでスタジオに戻ろう”という話になっています」と、番組特有の雰囲気ゆえにリモート収録に否定的な姿勢である旨を語っている。
7月からの新作VTRの放送についても、「スタジオ収録はないけど“新しいVTRも撮ろう”と言って、外ロケを少しずつ始めてます。そういう形でしのぎながら、“そろそろ戻さなきゃいけないかな”とは思ってたんです」と話した。他のレギュラーは「みんな“早く!　早く!”っていう感じです。全員そうですよ」と焦りを伺わせつつ、「でも、なっちゃん（小島）と私は“ここは慌てずに慎重に考えよう”と言っていて、プロデューサーも同じ意見です。ありがたいことに、TBSも“焦らなくていい”という態度で、安全を確認しながら、というスタンスです」と述べている。この時点ではスタジオ収録の再開は「未定」としながらも、「僕も会議に入って、いろいろ相談しながらやっています。視聴者を長いことお待たせしてしまうのも悪いし、そろそろ戻したいなとは思っています。（コロナが）もう少し落ち着いてくれないとね。悩ましいところだなあ」と再開に向けた思いを語った上で、視聴者に対し「ご心配をかけていますが、出演者の調子が悪いわけではありません。スタジオに出たい気持ちはやまやまですが、今は慎重に構えて。早く集まってワイワイやりたい、やるときは以前のようににぎやかにやりたい。その日を一日千秋の思いで待っています」とメッセージを送った。

### 放送休止
地上波での放送時代は原則として、マラソン・駅伝大会の中継（別府大分毎日マラソン（2月第1週）、クイーンズ駅伝予選会（プリンセス駅伝、10月下旬）、クイーンズ駅伝（11月下旬））が実施される週、それに報道特番「報道の日」（12月最終週）も含めた年末年始特別編成が組まれる場合は、番組自体を放送休止した。系列によってはそれ以外の特別編成やスポーツ中継などにより休止する場合もある。
2010年2月28日放送分は、チリ地震による津波警報発表に伴う報道特番編成のため、遅れネットの局も含めて番組史上初の放送中止となった。当日に放送予定であった中吊り大賞はお蔵入りとなり、その他のコーナーは翌週に回された。また2011年3月13日にも、東北地方太平洋沖地震の報道特番編成のため、ネット局すべてで放送中止となった。翌週の放送分では被災地の一つである宮城県と福島県でも放送されていることもあり、中吊り大賞では震災に関する内容が放送され、噂の現場も差し替えて放送されるなどの措置が取られた。
BSへの移行後は、2023年以降に2月中旬の北九州マラソン第2部を放送するため休止となる以外には、休止する機会は大幅に減少している。

### 放送時間帯
本番組は、かつて日曜10時台後半にTBSで放送されていた情報トーク番組「TVジャンクション」（同番組もローカルでの放送）のモデルチェンジ版でもある。同時間帯は以前より時空工房（現在はフラジャイル）が制作を担当していた枠で、他ではやっていない切り口の情報番組を作ろうということで本番組が企画され、スタートした。本番組の開始に当たり、前番組である『仮面ライダーBLACK RX』（毎日放送・東映制作）が放送されていた日曜10時台前半を全国ネットからローカルに転換し、同じく前番組である『TVジャンクション』より放送開始時間を30分前倒しする形となっている。
本番組が4年目に突入した1992年10月に、それまでMBS制作全国ネットであった『新伍Niタッチ!』の後番組として、放送時間帯を日曜13時台へと移動。移動後も引き続きローカル扱いであるとはいえ徐々にネット局を増やしており、東京周辺地域以外でも視聴できる地域が増えていた（ネットしている局は#ネット局を参照）。

### BS-TBSへの移行
番組開始から30年余りが経過した2020年、13歳 - 59歳の視聴者向けの番組編成への変更や新型コロナウイルス流行による広告収入の減少、レギュラー陣の高齢化に伴い高騰した出演料が番組制作費に見合わなくなったことなどを原因として、本番組を2021年3月で終了し31年半の歴史に幕を閉じるとの報道が、2020年11月9日付でなされた。本件に関してはその後、2021年2月14日放送分にて森本により説明が行われた。その説明において、森本は先に報じられていた番組終了というのは誤報であると否定した上で、地上波での放送については3月28日で終了し、4月以降はBS-TBSへ放映権・番組放送を移行すると発表した。番組開始当初からほとんどの地域で視聴できないローカル番組扱いであったが、BS放送への移行に伴い全国で一律の内容の放送が視聴できるため、実質的に全国ネット番組への昇格となった。放送時間・レギュラー陣の顔ぶれに関しては従前の通りであり、また森本、小島、井崎以外のレギュラーの出演は当初発表されていた毎週3人ずつから、実際の放送では4人体制での出演となった。その後はレギュラー陣の降板・逝去に伴い、2024年12月時点でのレギュラーは山口・深沢・喜入の3名で固定されている。
地上波放送終了に伴う後番組として、13時台前半には2020年4月よりParaviでレギュラー配信され、過去には地上波特番も2回放送されているバラエティ番組「それSnow Manにやらせて下さい」が、13時台後半には日曜グランプリ枠を新設の上で、その第1弾としてバラエティ番組「歌ネタゴングSHOW 爆笑!ターンテーブル」のレギュラー版が、それぞれ充てられた。
2022年10月24日からは「TVer」および「TBS FREE」にて無料見逃し配信を開始。配信に当たっては、「週刊気になる見出し」のみ権利の都合で配信できないため、パートごとカットされている（地上波からBSに移行する際には、TBSラジオでも告知を放送したことがあり、一部のラジオ局でもそのまま放送）。
2023年4月15日からは、地上波放送時代に同時ネットで放送していた信越放送が、毎週土曜6:30 - 7:30（10月7日より5:45 - 6:40へと移動し、2025年6月30日より10:25 - 11:20へ再度移動）にて、BS-TBS放送分を遅れネットする形で放送を再開した。BS-TBS移行後に、地上波で本番組を放送するのは同局が初めてであり、同様のケースはその後も北海道放送でも発生していた（2024年4月6日から1年間、信越放送と同時間帯にて遅れネットを実施）。現在は2025年4月4日から新潟放送でも遅れネットでの放送を再開し、2025年6月30日から北陸放送でも2013年3月以来12年ぶりに遅れネットで放送再開した。

## 出演者
出演者のうち、森本と小島は毎年夏休みで出演しない回がある。森本が休みの場合は井崎が代理を務めるが、通常森本が担当するOPでの本日の番組の内容については、井崎と小島が分担して行っている。その際、「今週の目次をご覧ください」のコールは小島が、「噂の現場」の説明やEDでの「では、また来週」のコールは全て井崎が行っている。一方、小島が休みの場合は代役は立てずに中吊りでのページめくり・EDの紹介は森本が行っている。中吊り大賞終了後にCM入りする際には、通常小島がCM明け後のコーナーの説明をしてからCMに入るが、休みの場合はそのままCM入りとなる。「やって!TRY」でも通常2人で行うところはパネラーが1人で行う。

### 総合司会
- 森本毅郎（フリーアナウンサー）

番組開始当初から1997年9月まではTBSとの専属契約アナウンサーとして出演。2015年11月29日から2016年1月10日放送分、および2022年4月3日から4月24日放送分までの2回にわたり、腰の手術とそのリハビリテーションに伴い一時休演。また、2023年6月からの一時期にも、軽度の肺炎のため休演していた。

### 御意見番・代理総合司会
- 井崎脩五郎（競馬評論家）：開始当初から出演。

### アシスタント
- 初代：小笠原保子（現在：TBS報道局。当時のアナウンス部所属）（1989年10月 - 12月）
- 2代目：中村あずさ（1990年1月 - 1998年3月）
- 3代目：黒谷友香（1998年4月 - 2000年12月）
- 4代目：小谷亜希子（2001年1月 - 2002年12月）
- 5代目：吉瀬美智子（2003年1月 - 2007年3月）
- 6代目：小島奈津子（2007年4月 - ）

### 出演タレント
- 山口良一：第5回から出演。2018年1月28日放送分のみ代理見出し評論家を担当。
- 深沢邦之：新山の後任として2006年4月より準レギュラーとして出演、北野が一時降板した2009年4月よりレギュラーに昇格。
- 喜入友浩（TBSテレビアナウンサー）：2024年7月7日放送分で、体調不良のため欠席した井崎の代理として初出演。井崎の復帰後も出演を続け、同年9月より正式にレギュラー昇格[14]。

### ナレーター
- 乱一世（副音声による解説放送も兼務）
- 高木礼子
- 長峰由紀
- 豊田綾乃

### 前説
- 末吉くん

### 過去の出演者
- 新沼謙治
- ダニエル･カール
- 有坂来瞳（2002年10月 - 2003年6月）
- 嘉門達夫（1989年10月 - 時期不明）
- 島崎和歌子
- 田中義剛
- 相原勇
- つるの剛士（2000年ごろ）
- 新山千春
- 春風亭昇太
- 林家きく姫
- 近江俊郎
- 中村ひとみ
- 北野誠：2009年4月に無期限謹慎のため一旦降板、謹慎終了後の2010年4月11日放送分から2012年3月25日放送分まで準レギュラーとして出演[注 5]。
- 志垣太郎：1992年から2014年3月まで出演。後述の「一丁目一番地」の他、当初は「平成の神様を見に行く」という新興宗教の教祖を取材する企画も担当していた。
- 風見しんご：1997年4月から2022年12月18日放送分まで出演[注 6]。当初は準レギュラーとして出演、志垣が降板した2014年4月よりレギュラーに昇格。「キャットウォーク」「謎の○番勝負!」「街ネタ！」「街ネタ!TOKYO大好き!!」「川さんぽ」など独自の担当コーナーを持っていた。
- 笑福亭笑瓶：1991年2月24日放送分にゲストとして初登場、同年4月から2023年2月19日放送分までレギュラーとして出演。収録日が同じ木曜日に当たる『ダウンタウンDXスペシャル』の収録と重なる場合も含め、一部未出演回あり。未出演回には笑瓶がサルに似ているといわれることにちなんで、オープニングで森本が「今日は笑瓶がお山に帰ったね」などとコメントするのが恒例になっていた。出演期間中の2023年2月22日に急死したのに伴い、直後の2月26日放送分は内容を変更し、これまでの出演VTRを振り返る追悼企画「笑瓶さん!ありがとう 笑顔と優しさの全記録」を放送した[15][16]他、後述の通り2024年の「初笑い新春号」でも、出演当初の映像が紹介された。
- 清水国明：番組開始当初から2024年5月5日放送分まで出演。過去に1回、森本の休暇時に代理総合司会を担当。番組の卒業は、2024年に行われた東京都知事選挙への出馬を理由としたもので、それに先立って4月の時点で「一身上の都合」による出演見合わせをBS-TBS側に申し入れていた。局側は5月の時点ではまだ降板は決定していないとしつつ、今後については未定であるとコメントしていた[17]ものの、一方の清水は都知事選公示日である6月20日に、メディアからの取材に対して「選挙の開票結果に関わらず番組に戻ることはない」と、本番組からの卒業を宣言している[18]。
- 小林豊（現在：TBSメディアビジネス局。当時のアナウンス部所属）
- 鈴木富子（ナレーター）
- 坪井章子（ナレーター）
- 山口奈々（ナレーター）

## 主なコーナー

### オープニング
地上波時代には、『アッコにおまかせ!』が終了した直後の12:52:50に、10秒間のジャンクションが放送されていた。ここでは森本・小島の2人があいさつ、トークをした後に「今週の目次」と題して、当日の放送内容を紹介する。
一時期、2007年から「今週の目次」の放送が無くなったが、2008年にそれが復活するとともに中吊り大賞（→見出し大賞→気になる見出し）との間にCMが入るようになった。

### 今週の中吊り大賞→週刊!見出し大賞→週刊気になる見出し（清水国明以外で持ち回り担当制）
2014年上半期（6月29日放送分）までは、“中吊りから世の中が見えてくる”と銘打った「今週の中吊り大賞」として放送。原則としてオープニングの次に放送されるが、2006年10月29日放送分では、番組史上で唯一、番組の最後に放送された。その際森本が「何か文句ある?」と言っただけで、理由は説明されなかった。
コーナー内容として、その週に電車内に掲示された週刊誌の中吊り広告をスタジオに並べ、“見出し評論家（中吊り評論家）”の井崎が興味のあるタイトルを紹介し記事内容について解説しながら、その週の最優秀週刊誌を決定していく。最優秀週刊誌は1週につき星を1つ獲得できる。対象となるのは週刊誌のみで、季刊誌・月刊誌・日刊誌等は対象としていない。後に中吊り広告を出稿・掲出しない週刊誌も増えてきたことから、2014年7月6日（下半期1回目）放送分より、「週刊!見出し大賞」へコーナー名を変更し、中吊り広告を出していない週刊誌に関しては週刊誌の見出しを中吊り広告と同列に取り上げるようになった。
半期ごとに最も多くの星を獲得した週刊誌には表彰状が贈られ、その週刊誌の出版社へ出前表彰が行われる。表彰状は、その週刊誌の中吊り広告のパロディーになっている。以前、TBS・読売新聞社が東京佐川急便事件の報道をめぐり対立していたとき、中吊り大賞を取った「週刊読売」の表彰状の中央の見出しは「TBSと読売の和解が始まった」だった。
6月・12月の最終日曜日の時点でグランプリが決まらない場合、単独首位となる週刊誌が現れるまで何週でも延長戦が続けられる。2014年の下半期グランプリは当初の予定より3週間繰り下がり、2015年1月の第2日曜日に下半期のグランプリが決定した。また2011年以降は、前出の「報道の日」の放送との兼ね合いから、下半期グランプリ決定も1週（2011年は2週）早められている。
コーナーの最初には、競馬評論家である井崎の職業をイメージし、「今週の傾向」として多くの週刊誌に取り上げられている事件のトップ3が発表されていた。2007年からは「今週のアングル」という、週刊誌に取り上げられているものを実際に映像で撮ってくる企画に変更されている。
ゴールデンウィークや夏休みの合併号ばかりで新しい週刊誌が発行されない週には、前週と同じ広告が掲示されていることがある。新春特大号では、年末年始の合併号ばかりで年内に発行された週刊誌しかなかった週には、気になる見出しと大賞は行わずアングルのみとなり本格的に翌週からスタートとなる。
BSへの移行後は「週刊!気になる見出し」とタイトルを変更し、スタジオでの中吊り広告や雑誌の見出しの列挙、および最優秀週刊誌を決定する制度が廃止された。

### （平成→）令和の常識・やって!TRY（小島・持ち回り担当制→小島奈津子担当）
1990年に「平成の常識・やって!TRY」として開始されたコーナーで、令和への改元が行われた直後の2019年5月5日放送分より「令和の常識 - 」へと改題された。番組内では「やって頂戴（ちょうだい）」の読みと「TRY」を掛けた形で、出演者・ナレーションともに「TRY」は「とーらい」と読んでいる。「平成の常識」としての放送回数は2019年4月28日の放送分までで延べ999回。2020年3月8日から10月11日の放送分、および2020年12月6日放送分以降は、新型コロナウイルス感染拡大に伴うロケ自粛のため、30年分の放送分からの傑作選を放送。合間の期間に当たる2020年10月25日から11月29日放送分までは、新型コロナウイルス感染予防対策を実施した上で収録が行われていた。担当は、地上波時代は小島とパネリストの2人で務めていたが、BS移行後は小島の単独となる。
若者に対して「技術の世代伝承をうかがい知る」VTRコーナーとして、大半は後述の通り若い女性や男性が料理に挑戦する。この他にDIY（過去に出された課題は「棚」もしくは「椅子」を作る日曜大工など）や「自動車のタイヤ交換」に挑戦したり、街頭の若者がことわざもしくは四字熟語のクイズに挑戦し書道で解答するといった課題が出された回もあった。
料理の回については、主に若者（かつては「TRY娘」と称されていた）が課題の料理に挑戦するが、調理は手順のみならず食材などへの知識も試され、使用するコンロは家庭用よりも火力が強い業務用の鋳物コンロ（火力の調整等をおろそかにして炎上することもある）、さらに課題とは関係ない道具や食材が用意されるなどの「引っ掛け」もあるため、正しくできた人として発表されている人数は挑戦者10人 - 15人中、大抵は1人 - 5人でまれに0人という回もある。BS移行後は人数発表はなくなった。乱一世が「ボヤキ親父」調で若者の話や調理手順に対して突っ込むナレーションをしている。また、火災の恐れなど危険が生じた場合はスタッフによる忠告が入ることもある。
若者が挑戦したVTRの終了後は、料亭やレストランの厨房に務めるプロの男性料理人が料理を披露する（地上波時代はスタジオで、BS移行後はVTRで）。地上波時代は小島が進行及びアシスタントを務めていたが、彼女の休暇時はパネリストが進行をしたり、料理人が一人で進行したりしていた。BS移行後はVTRでナレーションが進行していたが、後に小島がVTRに出演するようになった。地上波時代は、その場で出来上がった料理は森本が試食する。レギュラー陣も併せて既に用意されているものを試食する。BS移行後は全員で事前に用意されているものを試食。このプロによる調理例については、2021年11月よりYouTubeに開設された番組公式チャンネルでも、レシピ動画が公開されている。
番組プロデューサーの王堂健一によれば、コーナーを始めた当初は「母から娘への台所の知恵と技の伝承」をコンセプトとし、初期は母親から学んだことを聞きながら料理してもらい、好評だったという。また、TBSが2006年3月20日に開催した番組審議会によれば、料理の勉強のきっかけになるとの肯定的な意見が上がっている。一方で、近年においては2017年5月28日付朝日新聞8面に掲載された17歳の女子高生からの投書「「料理は女性」って考えてない？」や、2019年1月6日東洋経済ONLINEに掲載された作家・生活史研究家である阿古真理の手記などのように、「料理は女性がするものという古い先入観からの差別」「若い女性を中高年男性が嘲笑する構成に疑問」「コーナータイトルは『平成の常識』にもかかわらず内容が時代にそぐわない」といった声も上がっている。前出の阿古の記事の公開後から、若い男性が料理に挑戦する様子も放送されるようになった。
主な収録現場は首都圏の遊園地や商業施設で、2013年までは夏に海水浴場での収録による通称「水着シリーズ」が行われ、冬にはスキー場シリーズ（主に神立高原スキー場で収録される。BSNがネットする以前から使われていた）が放送される。
派生コーナーとして、TRY娘が達人や食材の生産者のもとへ押しかけて体験学習する「知って!TRY押しかけ社会見学」や、（企画の意図するところが「技術の世代伝承をうかがい知る」であることから）TRY娘の家族の元へ赴く「TRY娘の親の顔が見たい」との企画も時々行われる。また、2009年の新春スペシャルで山寺での修行をしたTRY娘が好評だったため、自分を変えるために継続的にさまざまな体験をさせる「TRY娘の自己改造!?プロジェクト」というコーナーを行ったこともあった。この他、本番組の第1000回の放送日にあたる2011年1月9日放送分、それにBS移行から100回目の放送日にあたる2023年3月19日放送分のように、過去に登場したTRY娘の近況を追跡した企画も放送されている。

### 噂の現場（風見しんご以外で持ち回り担当制）
各地で起こっている対立や問題について、現場にパネラーが出向いて取材し、スタジオで発表するコーナー。笑瓶の場合は黄色い眼鏡を上げる。また、小島も2023年夏から参加するようになった。コーナーのオープニングには、「Every Step Of The Way」（デビット・ベノワ）を使用。
登場する行政、問題源となっている人物や企業・団体とのやりとりが反映され、例えば「小田原・天守閣より高いマンション」（2005年3月27日放送分）のように実際に問題解決に繋がる機会になることもあれば、「急激な人気!! 山道を走るトレイルランニング ルールは必要か?」や「地方創生で自然破壊！？サッカー場計画に賛否真っ二つ」のように、取材先からの取材手法への非難や取材拒否を受けることもある（実際に、後から誤った報道であると判明したケースが出ると行政・企業・団体寄りのメディアから批難されることもあった）。また、放送エリア内外問わず視聴者から調査・取材依頼を受け、出向くこともある。
本コーナーで取り上げた事柄が、後日新聞や、「クローズアップ現代」、「特報首都圏」などのNHKの番組で使われることがある。例えば2006年9月の「難問解決!ご近所の底力」で取り上げられた茨城県 旧新治村（現在：土浦市）のイノシシ被害は、4月23日放送分の本コーナーで紹介されたものであり、同じ統計データも使われていた。

### 噂のあの人
2023年8月20日に始まったコーナー。全国で地域のための活動をする人を取り上げる。原則2カ月に1回程度の放送。

### 10代の現場
2024年8月25日に始まったコーナー。地元愛の強い高校生のチャレンジのVTRを喜入が紹介する。

### エンディング
主に「アングル東京」と称し、森本が「では、また来週」のあいさつのあと、東京都内各地の風景や、定点対比による過去と現在の比較映像が流される。「中吊り大賞」の出前表彰式が流されることもある。以前は「やって!TRY」で正しくできた人の映像、もしくは動物（特に猫）の寝姿映像だった。また「一丁目一番地」が放送される週では、同コーナーの取材先で志垣が出会った人たちの映像となる。EDの紹介は小島が行っている。ED放送後はCMをはさんで、「噂の!東京マガジン」と「来週もこの時間に」を出演者のうち1名がコールし、最後は全員で「お会いしましょう」で締めている。
このエンドタイトルの演出は、番組開始当初から2015年9月27日放送分まで継続されており、その後も2020年4月5日放送分から、地上波放送終了の2021年3月28日放送分まで、一時的にこの演出が復活していた時期もある。

### 過去のコーナー
8ミリ隊が行く（風見しんご担当）
2004年まで放送されたコーナー。日本各地の知られざる名所・祭りを、文字通り8ミリビデオカメラ片手にリポートするコーナー。リポーター役に選ばれた者は、しばしばカメラを握らされ、体当たりで取材させられる。
一丁目一番地（志垣太郎担当）
志垣が担当していたコーナーで、街の一丁目一番地を捜し歩く企画。ナレーションは長峰。一丁目一番地にたどり着くまでの人との触れあいや、映し出される街の情景がある。各取材地での知名度も高く、本コーナーだけで「超・噂の!東京マガジン」という独立した番組として放送されたこともある（内容は既放送分のVTRの再編集）。当初は実際に一丁目一番地の歴史などを探るコーナーだったが、コーナーの長期化につれて人との触れ合いのみが目的になった。
本コーナーにおいてある時、目的の1丁目1-1を見つけたところ、そこが政党の事務所でなおかつ放送日がちょうど選挙期間中だったため、取材できなかったこともある。
週刊誌 特ダネの真相（風見しんご担当）
｢中吊り大賞｣で取り上げるような週刊誌の記事について、実際に現地に赴いてリポートする。「噂の現場」はトラブルについて取り上げることが多いが、このコーナーは新たに開発された技術など、明るい話題も多い。当初はすべての雑誌記事から選んでいたが、後にコーナー名が単に「特ダネの真相」となり、中吊り大賞をとった記事について取材するようになった。中吊り大賞で「今週のアングル」が開始されてからは放送されていない。
現代の秘境 キャットウォークを行く（風見しんご担当）
｢8ミリ隊が行く｣に代わって放送されたコーナー。高層タワーの点検などに用いられる非常に高くて細い通路「キャットウォーク」で仕事をする人に、頭にカメラをつけて歩きながら体験取材する。
しんご 謎の○番勝負!（風見しんご担当）
身近な品物について、日本の技術者が開発した最新テクノロジーを取材する。当初は時代劇の『新吾十番勝負』をもじった「しんご 謎の十番勝負!」というコーナータイトルだったが、10個の品物を紹介した後は「謎の二十番勝負!」と改題の上コーナーが続行し、最終的には「五十番勝負」になった。また31回目以降は、タイトルから「謎の」がとれて「風見しんご○番勝負」となった。
にっぽん!番付大賞（深沢邦之担当）
食べ物の消費量などで意外な都道府県がずっと1位となっていることを取り上げ、その背景にある文化を現地で探る。スーパーマーケットに行ってその食べ物の並ぶ棚の長さをメジャーで測るのが恒例である。以前は、取り上げる物を紹介してから1位である場所を取材していたが、現在は特定の都市を取り上げて、そこが1位になっているものを探すという形式になっている。
街ネタ!!だからどうした?→街ネタ!TOKYO大好き!!→歴史さんぽ TOKYO大好き!!・街ネタ!（風見しんご担当）
｢街ネタ!!だからどうした?｣として放送開始。他人から見ればどうでもいいが気になる素朴な疑問をリポーターが取材に行く。風見の他、一度だけ深沢や山口も担当したことがある。またコーナー始まりは森本と小島が映し出され、森本が「今回は○○について取材してもらいました」という説明があり、コーナーが始まっていたが、2012年10月からはコーナー担当者と小島が映し出され、今回のテーマについて話された後VTRになるように変更された。本コーナーが放送される週は主に「やって!TRY」が休止された。
2016年5月からは「街ネタ!TOKYO大好き!!」にコーナー名を変更。原則として月1回、「噂の現場」の代わりに放送。風見が東京の街を歩いて、産業や文化などの新発見を探す。後に「歴史さんぽ TOKYO大好き!!」にコーナー名をさらに変更。
BS移行後は「街ネタ!｣と｢歴史さんぽ TOKYO大好き!!｣と｢川さんぽ｣の3つのテーマで放送。1つのテーマ（初回の「レトロ自販機」等）について、東京に限らず複数のロケ地に赴くようになった。

## スペシャル版
2015年まで、毎年最初の放送は「新春特大号」と題し、2時間程度の拡大版が放送されていた。新春特大号は準レギュラーも含めメンバー全員が出演する。2007年までは夏休み期間中の8月下旬ごろにも「夏の特大号」が放送された。1999年10月には放送10周年記念として感謝の特大号が放送され、2000年1月1日には新春特別号・21世紀に伝えたい日本の風景が放送された。また、2005年10月14日には「スーパーフライデー」で「やって!TRY」を中心に構成された「別冊噂の!東京マガジン TRY娘!!世界を行く 怖いもの知らず初体験スペシャル」が放送された。全国ネット枠でのスペシャル版は番組初。オープニングでは、レギュラー放送されていない地域の視聴者へ「TRY娘」（トライむすめ…とーらいむすめ、とは発音されなかった）という言葉についての説明はされたが、『噂の!東京マガジン』という番組そのものの説明は行われなかった。また、出演者もレギュラーと一部異なっていた（例：アシスタントは吉瀬美智子ではなく当時TBSアナウンス部所属のアナウンサーの木村郁美）。
2024年1月4日には、BS移行後初となるスペシャル版「初笑い新春号」が、21:00 - 21:54にて放送された。本番組としては8年ぶりの正月特番であると同時に、番組史上初めてとなる（上記TRY娘特番を除く）ゴールデン帯での放送でもあり、番組内では前年に死去した笑福亭笑瓶が、1991年に初めて「噂の現場」で「休肝日がある村」をレポートした際の映像も、新たに取材した現在の様子と併せて紹介された。

## 備考
- テロップは、開始当初から人名やスタッフロールは明朝体、その他の記述は手書き文字というスタイルであったが、2006年からは手書き文字が使われなくなり、サイドテロップが新たに表示されるようになった。
- 清水は、本番組の打ち上げで賞品としてもらった宝くじで100万円当たっていたことを、他の出演者に隠していた[注 21]。
- 2022年5月29日放送分の「令和の常識・やって!TRY（あじのたたきを作る）」において、コーナーの最後に番組のInstagramが開設されたことが、小島奈津子により紹介された。
- 2023年11月4日には、BS-TBS開催のイベント「町中華フェスin豊洲」（2023年11月3日 - 5日、アーバンドック ららぽーと豊洲）にて、本番組初となる公開収録が行われた。

## スタッフ
- 構成：石倉俊文（毎週）/栗田智也、遠藤昇輝、長谷川勉、河村達樹（週替り）
- TM：軒名秀明
- TD：千葉弦毅（以前はカメラ→一時離脱→復帰）
- カメラ：有友碧
- VE：吉岡辰沖
- 音声：岩田彩（基本毎週）、小沢成人、堀口晴弥（不定期）
- 照明：足立洋幸、葛原晶弘（共に一時離脱→復帰）（週替り）
- 技術協力：池田屋（2021年4月 - ）、ゼファー、WING-T（ゼフ・WIN→以前はロケ技術、WIN→一時離脱→復帰）、ヌーベルアージュ
- スタジオ協力：エクサインターナショナル（2021年4月 - ）
- 美術プロデューサー：齋藤幸雄
- 美術制作：町山充洋
- 大道具：楢田祥之
- 化粧：遠藤敏子
- 音効：牛腸正二郎（以前は選曲）
- 編集：相馬貴志、山田佳奈、柴尾大和
- MAV：髙木日菜子
- タイトル：池田誠
- CG：デジデリック
- タイムキーパー：毛利弘子
- スタイリスト：牧野源、水嶋由紀子
- 宣伝：中里真祐美、藤田麻由子
- 編成：石田真之介
- ディレクター：藤林卓郎、千々岩康廣、松井雅伺、益田大、坂野太郎、武井秀人、山田正、稲垣哲也（週替り）
- チーフディレクター：吉岡慶太
- プロデューサー：久郷一雄（以前は週替りチーフ/ディレクター）
- 制作プロデューサー：平賀渉
- 制作協力：フラジャイル（以前は取材協力）
- 製作：BS-TBS

### 過去のスタッフ
- 構成：雫弘幸、山西伸彦、武豊
- TM：榎芳栄（以前は美術デザイン→一時離脱）、田中浩征
- TD：杉田謙二、山森伸浩、望月隆、斉藤哲也、森哲郎、依田純、藤本剛（以前はVE）、山根卓也、饗庭慶子（以前はVE）、米山亨（週替り）
- SW：吉田剛（以前はカメラ→一時離脱→復帰→TD）
- VE：高松央、島貫洋、下山剛司、瀬戸博之、野上正樹、鈴木昭平、高橋康弘、姫野雅美（高橋・姫野→共に一時離脱→復帰）、宮本民雄、生田史織、大場貴文、木野内洋、長谷川雄祐、愛川颯丈、則竹香、對間敏文（週替り）/ 中村寿昌・熊倉智大（池田屋、中村寿→一時離脱→復帰、BS版）
- カメラ：白井昭至、大政則智（共に地上波版）、佐藤文哉、唐沢悟、青木俊、佐藤文、山田洋和、杉村正視、中村純、三好哲也、亀田勇、安達良（佐藤→以前はTD、中村純→一時離脱→復帰）（共に池田屋、BS版）
- 音声：山田紀夫、高場英文、藤井勝彦、中村全希、相馬敦、朝日拓郎、浜崎健、宇野仁美（週替り）
- 照明：松村劦、篠原秀樹、出村沙紅、紺野淳一（共に地上波版）、石川芳雄（エクサインターナショナル、一時離脱→復帰、BS版）
- 音響：黒田亜紀子、岩見岳志、磯田恵美、遠藤夕桂
- 美術プロデューサー：笠松和明、矢部香苗
- 美術デザイン：根本真一（以前は美術プロデューサー）
- 美術制作：宗次宏光、鈴木直美
- 装置：中村友明
- 装飾：東山浩美
- 特殊装置：朝熊智浩
- 電飾：井合友美、伊吹英之、岩田苑子
- 編集：神戸英夫（日本VTRスタジオ）/ 杉山淳・尾形義浩・花城卓恭（ヌーベルバーグ）、荻原邦晃（ヌーベルバーグ→ヌーベルアージュ）、山田佑紀（ヌーベルアージュ）、堀部瑞貴、佐野観世、横瀬彩斗、弓削遥
- MAV：松沢清、村上伸一、安河内隆文・井坂拓人・高山元・藤井光洋・安部結莉香・多勢捺映・志村武浩・中野由梨・横山圭美・関川一貴・小田嶋広貴・末長美有・ウォッシャム賢人・河村玲奈・島村崇史・神山絢香（ヌーベルアージュ、ウォッシャム・神山→一時離脱→復帰）、柏浦未奈
- タイトル：川崎明彦
- スタイリスト：岡本美香、目須田晶子、登地勝志、西ゆり子、筧玲子
- 編成：永山由紀子、保津章二、杉本篤、矢野大亮、青木伸介、寺田裕樹、三浦萌、初瀬川啓太、山邉宏之（初瀬川→以前は制作プロデューサー、BS版）
- 宣伝：藤田千春、石橋希生（BS版）
- ディレクター：大浦和敏（毎週）/ 滝澤直人、南美佐子、狩山久美、笹岡正之、野呂智之、浅川仁、中谷杏子、渡辺怜生、奥田幸紀、権田将一、佐藤七星、小走翔平、宮本善偲美、高橋佳那、野崎高伸、薄田竜也、山西創介、馬培倩（週替り）
- チーフディレクター：酒井孝康、大島敏明
- ディレクター/チーフディレクター：中野雅樹
- チーフディレクター/プロデューサー：大江裕之（地上波時代はチーフディレクター、以前はディレクター）
- AP︰魚津昌利（以前は週替りディレクター）
- プロデューサー：村上研介、小川和也、小笠原知宏、筒井一夫、小谷和彦、遠藤宗一、大原真人、海野倫子
- 制作プロデューサー：石井千尋、吉岡英機、須賀和晴、王堂健一（王堂→以前はプロデューサー）
- 制作協力：時空工房（フラジャイルの前身）
- 製作：TBSライブ（2001年 - 2004年9月）→TBS情報制作局情報三部
- 製作著作：TBS（2021年3月28日放送分まで）

## ネット局

### BS版 (2021年4月より)
| 放送対象地域 | 放送局          | 系列           | 放送時間           | 備考 |
| ------------ | --------------- | -------------- | ------------------ | --- |
| 日本全域     | BS-TBS          | TBS系列 BS放送 | 日曜 13:00 - 13:54 | ※制作局 |
| 長野県       | 信越放送（SBC） | TBS系列        | 月曜 10:25 - 11:20 | 2023年4月15日より、BS-TBS放送分より8日遅れで放送。 同年9月30日までは土曜6:30 - 7:30にて放送。2025年6月21日までは土曜5:45 - 6:40にて放送。 |
| 新潟県       | 新潟放送（BSN） | TBS系列        | 金曜 10:25 - 11:20 | 2025年4月4日より、BS-TBS放送分より5日遅れで放送。                                                                                         |
| 石川県       | 北陸放送（MRO） | TBS系列        | 月曜 9:55 - 10:50  | 2025年6月30日より、BS-TBS放送分より8日遅れで放送。                                                                                        |

### 過去のネット局
| 放送対象地域 | 放送局            | 系列    | 放送時間         | 備考                                                           |
| ------------ | ----------------- | ------- | ---------------- | -------------------------------------------------------------- |
| 北海道       | 北海道放送（HBC） | TBS系列 | 土曜 5:45 - 6:42 | 2024年4月6日～2025年3月29日までBS-TBS放送分より6日遅れで放送。 |

### 地上波版 (2021年3月まで)
- 前番組『新伍Niタッチ!』とは異なり、本番組移動後の日曜13時台は全編ローカルセールス枠のため、TBS以外の通常時同時ネット局では、編成の都合で臨時に非ネットになる場合があった。
- 日曜13時台へと時間帯が変更されて以降は、全国にネット局を広げたものの、徐々に西日本を中心にネット打ち切りが続き、2019年3月に鹿児島の南日本放送が放送を打ち切っていた1年間は、事実上静岡・長野・新潟以東の東日本ブロックネット（青森・岩手を除く）となっていた。

| 放送対象地域 | 放送局                | 系列    | 放送時間           | ネット状況 | 備考 | |
| ------------ | --------------------- | ------- | ------------------ | ---------- | --- | --- |
| 関東広域圏   | TBSテレビ（TBS）      | TBS系列 | 日曜 13:00 - 13:54 | ※制作局    | ※制作局 | |
| 北海道       | 北海道放送（HBC）     | TBS系列 | 日曜 13:00 - 13:54 | 同時ネット | 初回から放送。TBS以外のJNN基幹局では唯一放送。野球中継で休止になる場合の振り替え放送はなかった。 | |
| 宮城県       | 東北放送（tbc）       | TBS系列 | 日曜 13:00 - 13:54 | 同時ネット | 野球中継時の扱いは北海道放送と同様であった。 | |
| 山形県       | テレビユー山形（TUY） | TBS系列 | 日曜 13:00 - 13:54 | 同時ネット | | |
| 福島県       | テレビユー福島（TUF） | TBS系列 | 日曜 13:00 - 13:54 | 同時ネット | 初回から放送。毎年11月の「ふくしま駅伝」開催日は、後半部分を放送するため休止とされた。 | |
| 山梨県       | テレビ山梨（UTY）     | TBS系列 | 日曜 13:00 - 13:54 | 同時ネット | 他系列の特別番組や自社制作のスポーツ中継により休止の場合もあった。 | |
| 長野県       | 信越放送（SBC）       | TBS系列 | 日曜 13:00 - 13:54 | 同時ネット | 地上波放送時代2021年3月28日放送分までTBSと同時ネットで放送。 同時ネット放送期間2006年から2010年まで、10月に1回「ワッショイ!善光寺表参道秋まつり」が放送されたため、当日の放送は休止になり、2011年のみ放送されなかった。 2012年以降は毎年10月に自社制作「夢テレビ」放送のため休止とされた。 | 地上波放送時代2021年3月28日放送分までTBSと同時ネットで放送。 同時ネット放送期間2006年から2010年まで、10月に1回「ワッショイ!善光寺表参道秋まつり」が放送されたため、当日の放送は休止になり、2011年のみ放送されなかった。 2012年以降は毎年10月に自社制作「夢テレビ」放送のため休止とされた。 |
| 新潟県       | 新潟放送（BSN）       | TBS系列 | 日曜 13:00 - 13:54 | 同時ネット | 2010年まで、毎年11月に1回高校ラグビー中継で休止になる回があった。また1990年代の一時期、14:00からの時差ネットだった時期があった。 | |
| 静岡県       | 静岡放送（SBS）       | TBS系列 | 日曜 13:00 - 13:54 | 同時ネット | スポーツ中継など特別編成で放送休止の場合あり。休止の場合当日の深夜に振替放送されることもあった。 | |
| 鹿児島県     | 南日本放送（MBC）     | TBS系列 | 日曜 13:00 - 13:54 | 同時ネット | 西日本唯一のネット局。毎年11月に「全国高等学校ラグビーフットボール大会」鹿児島県予選決勝戦の生中継が日曜日に行われる場合は休止となっていた。 2016年から2019年の3月中旬には「鹿児島マラソン」を生中継（8:00 - 11:30）による『サンデーモーニング』の振替放送（録画放送）を13:00から行うため休止となっていた。 2017年からはTBS系列の番組の遅れネットや、テレビ東京系列、自主制作番組を放送して本番組を休止することも多くなっていた（いずれも本番組の振替放送は無し）。 2018年10月以降は事実上の不定期放送となり、2019年3月31日の放送を最後に一旦打ち切って水曜19:00 - 20:00に放送されている『東大王』の時差ネットを行っていたが、同番組の放送を14時台へ1時間スライドする形で、2020年4月12日放送分から本番組の放送を再開した。 | |

#### 地上波版終了以前に放送を打ち切った放映局
| 放送対象地域   | 放送局                    | 系列    | 備考 |
| -------------- | ------------------------- | ------- | --- |
| 岩手県         | IBC岩手放送（IBC）        | TBS系列 | 2005年4月10日放送分をもって打ち切り。 |
| 富山県         | チューリップテレビ（TUT） | TBS系列 | 2004年9月まで同時ネットで放送していた他、日曜16時台、月曜10時台などの時間帯で放送していた時期もある。 2013年3月4日放送分をもって、2度目のネット打ち切り。 |
| 石川県         | 北陸放送（MRO）           | TBS系列 | 1992年10月4日から2009年3月までは同時ネットで放送、レギュラー放送打ち切り後も新春特大号のみ同時ネットで放送されていた。2009年4月から2012年3月までは水曜9:55から放送していた。 2013年3月27日放送分（末期は15:54 - ）をもって、ネット打ち切り。 |
| 中京広域圏     | 中部日本放送（CBC）       | TBS系列 | 1992年10月に遅れネット扱いで火曜深夜に放送していたが間もなく打ち切られ、その後2005年4月に同時ネットを開始するも1年でネット打ち切り。 これ以降同局においては、2008年4月8日から5月20日まで火曜朝の時間帯（遅れネット扱い）に、2016年9月16日から9月30日まで金曜10時台に、それぞれ短期間放送が行われている。 |
| 近畿広域圏     | 毎日放送（MBS）           | TBS系列 | 2011年10月に4回のみ、火曜23:55 - 翌0:55に遅れネットを実施。それ以前では、2002年1月下旬にMBSで1回、単発扱いかつ同時ネットで放送されたことがある。 以後も関西の問題が取り上げられることはたびたびあるが、同局での放送実績は前述のとおりである。 2005年に放送された、兵庫県小野市の住民が水道管使用料金170万円を請求されているというテーマでは、当該地域にて本番組が放送されていないにもかかわらず、住民から番組宛てに「助けてください」というファクスが来ていた。 |
| 岡山県・香川県 | 山陽放送（RSK）           | TBS系列 | 2006年に一旦打ち切り。その後2010年10月3日放送分から2011年9月25日放送分まで放送。 |
| 広島県         | 中国放送（RCC）           | TBS系列 | 2009年10月4日から2010年3月まで放送され、その後2018年4月24日から2カ月あまりの間、2日遅れで放送実績あり。それ以前にも編成により同時ネット・時差ネットした期間があった。 |
| 山口県         | テレビ山口（tys）         | TBS系列 | 2010年10月3日から2011年3月6日まで放送。 |
| 愛媛県         | あいテレビ（itv）         | TBS系列 | |
| 高知県         | テレビ高知（KUTV）        | TBS系列 | |
| 福岡県         | RKB毎日放送（RKB）        | TBS系列 | |
| 長崎県         | 長崎放送（NBC）           | TBS系列 | 2010年3月28日をもって打ち切り。 |
| 熊本県         | 熊本放送（RKK）           | TBS系列 | |
| 大分県         | 大分放送（OBS）           | TBS系列 | |
| 宮崎県         | 宮崎放送（MRT）           | TBS系列 | |
| 沖縄県         | 琉球放送（RBC）           | TBS系列 | |

## テーマ曲

### オープニングテーマ
- （1992年9月まで）堀井勝美「HOUSE OF PENINSULA」
- （1992年10月 - 現在）MALTA「SEXY GALAXY」
  - 歴代で一番長く使われている楽曲。2023年2月26日放送回は、オープニングテーマが省略された。

### 歴代エンディングテーマ
原則として、3カ月おきに曲が変更される。
地上波
- 髙橋真梨子「とまどい小夜曲」
- 大塚純子「天国に復讐される」
- 久松史奈「さよならを教えて」
- 椎名恵「泣かないで」
- 杉山清貴「永遠の夏に抱かれて」
- JIGGER'S SON「告白」
- 井上昌己「僕たちの片想い」
- 椎名恵「Change your mind」
- 長谷川真奈「ため息の理由」
- 徳永英明「誓い」
- 大橋剛「君に逢いたくて」
- 谷村有美「FACE UP」
- 石嶺聡子「You don't know」
- HOUND DOG「これからの人」
- 岡本真夜「想い出にできなくて」
- 吉沢梨絵「サヨナラはくちぐせ」
- FIELD OF VIEW「君を照らす太陽に」
- 中西保志「ゆずれない愛は二度とない」
- 酒井法子「PURE」
- ゴダイゴ「JAVA WA JAVA 〜IN THE BOOK OF GODIEGO〜」
- mawari「いちごみるく」
- 大木彩乃 「白昼夢」
- かぐや姫「愛をつかもう」
- アビィ「DOORS」[30]
- 山田純大「YOU'RE NOT ALONE」
- 稲垣潤一「endless chain〜きみという時の流れよ〜」
- 渡辺美里「YOU 〜新しい場所〜」
- 夏川りみ「赤花ひとつ」
- 柴田淳「忘れもの」
- 大橋純子「二人のアフタヌーン」
- 白井貴子「美しい地球」
- 楠木あや「虹色砂漠」
- 鳴海カズユキ「Love&Love」
- MIKIKO「初恋色」
- Pigeon's Milk「Reborn」
- SORA「きみに逢いたくて」
- 東風「想い唄～ウムイウタ～」
- Emi with 森亀橋「影法師」
- Les.R「恋の魔法」
- ビリケン「やまびこ」
- en-Ray「咲きましょう」
- リュ・シウォン「夏の夢」
- THE 4/9「それなりに」
- 岡本真夜「同窓会〜Dear My Friends〜」
- スターダスト・レビュー「WAKE UP! MY HEART」
- 岡村孝子「天晴な青空」
- 白鳥マイカ「会いたい」
- 世理奈「Like you」
- 普天間かおり「掴めないもの」
- KEYstone「紅桜」
- doa「サザンライツ」
- meg「Christmas Rose」
- GIRL NEXT DOOR「Breath」
- アンダーグラフ「心の瞳」
- GARNET CROW「花は咲いて ただ揺れて」
- 石野田奈津代「永遠」
- シン・ヘソン「虹の向こう」
- 片山ブレイカーズ&ザ★ロケンローパーティ「地球最期の朝がきて」
- GARNET CROW「空に花火」
- しばあみ「地球の涙」
- スムルース「Beautiful Girl」
- Honey L Days「がんばれ」
- AJI「会いたくて」
- YURECA「聖夜 〜Dec.24th〜」
- ラムジ「distance」
- SAHRA「桜の雫  ~あの日伝えたかった~」
- MAY'S「運命のバラード」
- 宇徳敬子×DEEN「未来のmemories」[31]
- May J.「TSUBASA」
- 中村舞子「What's my name? calling」 SoulJa
- ジェニファー「Song For Your Love」
- 崎谷健次郎「Starting Point」
- 川嶋あい「空はここにある」
- 松本英子「またひとつ」
- 清木場俊介「ROCK★STAR」
- 馬場俊英「ラストショー」
- doa「Goodbye Girl」
- 佐々木真央「改札口」
- 森口博子「I wish ~君がいるこの街で~」
- 澤田かおり「幸せの種」
- 矢井田瞳「YOUR SONG」
- PUFFY「涙を探して」
- SING LIKE TALKING「風が吹いた日」
- おがさわらあい「心に咲く名もない花」
- 丸本莉子「ガーベラの空」
- 半﨑美子「鮮やかな前途」
- 沢田知可子「ふたりの風景」
- 須澤紀信「夢の続き」
- MAY'S「たとえ世界が真っ白になっても」[32]
- cyan「青空」
- STARDUST REVUE「海月～UMIZUKI～」[33]
- 馬場俊英「幸せの坂道」[34]
- 伊勢正三「風の日の少年」[35]
- 鈴木雅之「Turn off the light」[36]
- 岡村孝子「まっさらな朝」[37]
- 須澤紀信「アソート」
- 寺岡呼人「飛行機雲」
- ソン・シギョン「You Can Change My Life ～愛が生まれた～」
- 平川美香「Take My Way」
- TRIPLANE「東京」[38]

BS
- 林部智史「三つ葉のクローバー」
- LAST FIRST「Life is Beautiful」
- ハルカトミユキ「TIME」[39]
- Double Ace「DEAR」[40]
- TRIPLANE「Sing」[41]
- 松原健之 with 宮崎由加&伊勢鈴蘭（アンジュルム）「夢を抱いて走れ」
- 花*花「旅の終わり」[42]
- 大根雄馬「未来へ続く道」[43]
- 大和きり「シブヤノカワ」
- 岸洋佑「Your Melody」[44]
- ベイビークレヨン〜1361〜「歩こう〜ただ前へ〜」
- LAST FIRST「いつかの場所」
- 路地裏ナキムシ楽団「未来」
- 井上昌己「いいんじゃない?」[45]
- あきいちこ「アレグリア」[46]
- 木山裕策「君に贈る歌」[47]
- スターダスト・レビュー「You Can Change My Life-愛が生まれた-」[48]
- 歌心りえ「200倍の夢」[49]

### その他
- 1990年の番宣CMには、『レディス4』（テレビ東京）、『ライオンのいただきます』のテーマ曲でもあった、菊池ひみこ「Hollywood Illusion」が使用された。